# Rede elétrica inteligente

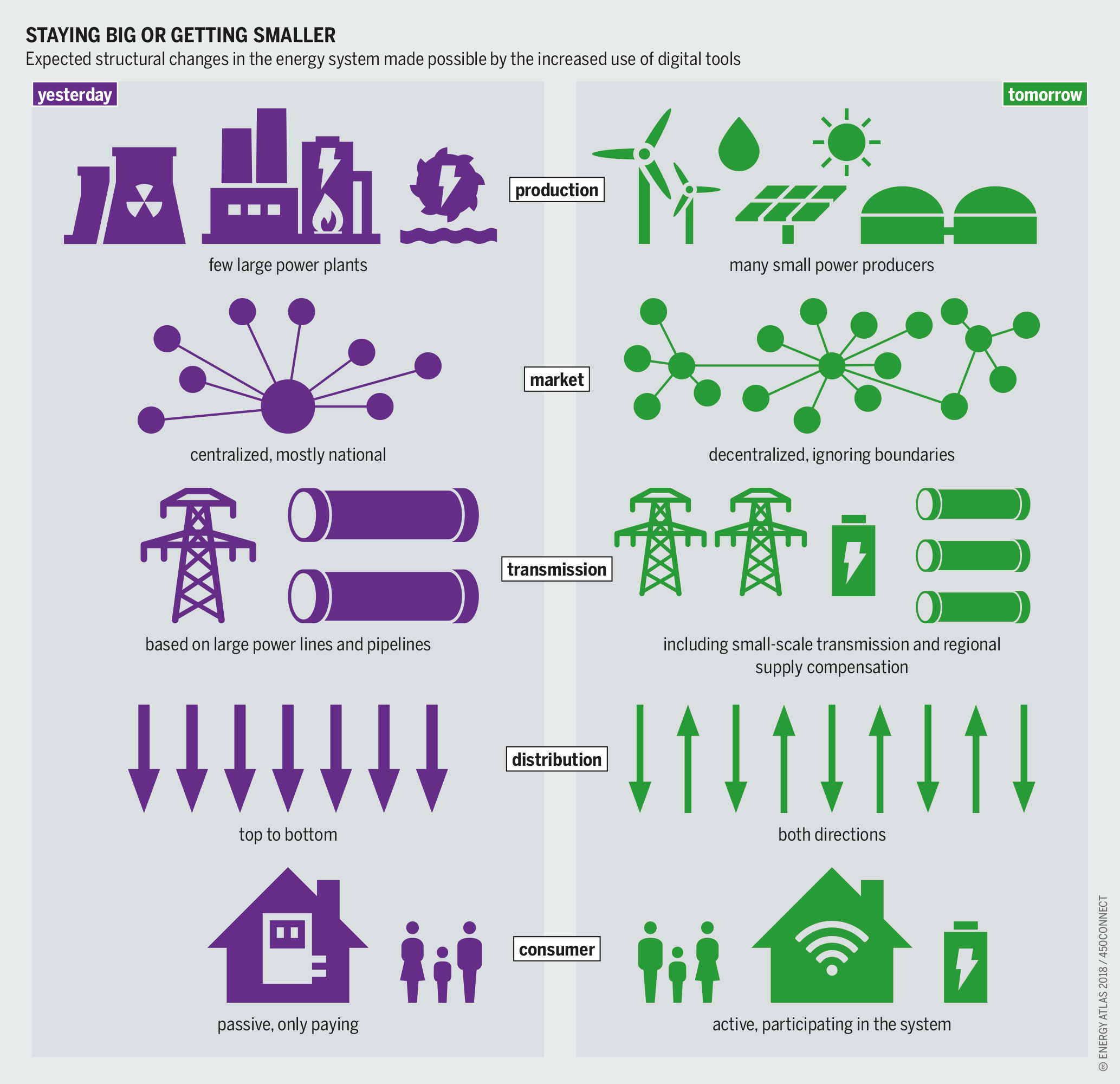

O termo rede elétrica inteligente (do inglês Smart grid) refere-se a um sistema de energia elétrica que se utiliza da tecnologia da informação para fazer com que o sistema seja mais eficiente (econômica e energeticamente), confiável e sustentável. 
A definição de redes elétricas inteligentes ainda não está completamente consolidada, mas nesse sistema devem constar os seguintes atributos:
- Sistemas de transmissão e distribuição transparentes e controláveis;
- Fontes de energia renovável, geração distribuída e armazenamento de energia nos dois lados do medidor;
- Capacidade para resposta à demanda e controle de demanda.

Em termos gerais é a aplicação de tecnologia da informação para o sistema elétrico de potência (SEP), integrada aos sistemas de comunicação e infra estrutura de rede automatizada. Especificamente, envolve a instalação de sensores nas linhas da rede de energia elétrica, o estabelecimento de um sistema de comunicação confiável em duas vias com ampla cobertura de diversos dispositivos e automação dos ativos. Esses sensores são embutidos com chips que detectam informações sobre a operação e desempenho da rede - parâmetros, tais como tensão e corrente. Os sensores, então, analisam essas informações para determinar o que é significativo, por exemplo, está com tensão muito alta ou muito baixa.

## Funcionamento
Quando os sensores detectam informações significativas ocorre a comunicação dos dados de volta para um sistema analítico central, que geralmente é um sistema de software. Esse sistema irá analisar os dados e determinar o que está errado e o que deve ser feito para melhorar o desempenho da rede. Por exemplo, num caso em que temos tensão muito alta, o software detecta o nível de tensão e irá instruir um dos dispositivos já instalados na rede para reduzir a tensão, economizando assim a energia gerada e contribuindo para reduzir as emissões de carbono.

## Benefícios
Há três. O primeiro é a eficiência, o que implica consumir menos energia da empresa concessionária de energia para fornecer o mesmo nível ou melhor qualidade do serviço aos seus clientes. Reduzir os custos e reduzir as emissões de carbono. A segunda categoria é a confiabilidade. A rede inteligente irá detectar quando os ativos de uma rede estão começando a falhar ou estão com desempenho em declínio, irá identificá-los para a concessionária poder repará-los ou substituí-los antes que haja uma interrupção de energia real. A rede inteligente também irá detectar uma falha e localizá-la com precisão, permitindo a concessionária responder a ela com muita rapidez. A rede elétrica inteligente permitirá isolar o impacto de uma falha aos clientes, de forma que menos clientes são afetados quando há uma falha de energia. A última categoria é a integração de ponta, que pode ser qualquer coisa, desde a leitura de um medidor inteligente para interagir com o sistema de gestão do cliente em casa, para painéis solares, para veículos elétricos, que vai exigir a interação com a rede para ser bem sucedido.

## Sensores e aquisição de dados
Um sistema de medidas avançado é componente essencial de uma rede elétrica inteligente. Os principais são os Medidores Inteligentes e as Unidades de Medida Fasorial.

### Medidores Inteligentes
Parte importante de uma rede elétrica inteligente, o medidor inteligente (do inglês Smart Meter) é um dispositivo capaz de fazer, em pequenos intervalos de tempo, medidas acerca do consumo energético de cada consumidor e enviá-las às companhias elétricas. Em geral, os medidores inteligentes exportam os dados coletados em intervalos de 15 minutos.  
Além de prover dados para a optimização e operação das redes elétricas, estes medidores também são os responsáveis pelo novo modelo de cobrança pela energia elétrica, onde não ha mais a coleta manual dos dados do medidor, tudo acontece automaticamente via comunicação medidor/companhia elétrica.   

### Unidade de Medida Fasorial (PMUs)
Uma unidade de medida fasorial (do inglês phasor measurement unit - PMU) são dispositivos capazes de medir com precisão a diferença de fase e ângulo entre pontos da rede baseados em sinais de tempo em GPS. Estes fasores medidos por este métodos de sincronia com satélites são chamados syncrophasors. PMUs também têm a característica de exportar os dados coletados à uma taxa bem rápida. Unidades de medida fasorial são importantes para as redes e podem oferecer ainda mais controle e informação sobre o que acontece no sistema.

## Tecnologia
A rede inteligente fornece soluções baseadas em TI que faltam na rede elétrica tradicional. Essas novas soluções abrem caminho para novos participantes que tradicionalmente não estavam relacionados à rede de energia. As empresas de tecnologia estão perturbando os participantes do mercado de energia tradicional de várias maneiras. Eles desenvolvem sistemas de distribuição complexos para atender à geração de energia mais descentralizada devido às microrredes. Além disso, é o aumento na coleta de dados trazendo muitas novas possibilidades para empresas de tecnologia como a implantação de sensores de grade de transmissão em um nível de usuário e reservas do sistema de equilíbrio. A tecnologia em microrredes torna o consumo de energia mais barato para as residências do que comprá-lo de concessionárias. Além disso, os residentes podem gerenciar seu consumo de energia de maneira mais fácil e eficaz com a conexão a medidores inteligentes. No entanto, o desempenho e a confiabilidade das microrredes dependem fortemente da interação contínua entre os requisitos de geração, armazenamento e carga de energia.

### Consequências
Como consequência da entrada das empresas de tecnologia no mercado de energia, as concessionárias e os DSOs precisam criar novos modelos de negócios para manter os clientes atuais e criar novos clientes.

## Rede elétrica inteligente no Brasil
No Brasil as redes elétricas inteligentes estão na fase inicial de sua implementação, onde algumas companhias elétricas começam a fazer a mudança nas suas redes, com foco em fazê-la em pequenos municípios a principio. Porém um grande passo está sendo dado pela Eletropaulo, a maior companhia elétrica do país, que pretende modernizar uma parte da sua rede que atende 60.000 consumidores na cidade de Barueri até 2015.

## Rede elétrica inteligente em Portugal
Em Portugal, o primeiro projeto de rede elétrica inteligente começou em abril de 2010 em Évora, com a instalação de 31 000 contadores inteligentes.